# Nina Bergonzi
Nina Bergonzi anomenada popularment com "La Niña" fou una cantant i ballarina veneciana que va residir durant un temps a Barcelona a mitjans del segle xviii allotjant-se a la Fonda de Santa Maria.
Va ser desterrada d'Espanya per consell del Bisbe Josep Climent i Avinent al Governador del consell i aquest en una carta dirigida al regent de l'Audiència, que va donar l'ordre d'expulsió i desterrament de Nina Bergonzi per ser l'amant d'Ambrosio Funes de Villalpando y Abarca de Bolea comte consort de Ricla. Al mateix temps, "La Niña" també era l'amant de Giacomo Casanova.
El 1769 "la Niña" va ser desterrada d'Espanya, el motiu d'aquesta expulsió va ser: perquè vivia escandalosament amb el comte de Ricla, donant un mal exemple al jovent que d'aquesta forma podia prendre exemple i llençar-se al vici.
El Bisbe Climent, primer va intentar processar el comte de Ricla, però ningú s'atreví a testificar-hi en contra; com que legalment no va poder fer res al respecte, el Bisbe va anar per altres vies més segures pels seus propòsits morals i utilitzant la influència del càrrec que ostentava, va desterrar Nina Bergonzi.
De la Bella Nina Bergonzi el mateix Giacomo Casanova va dir-ne, mentre fugia dels seus sicaris que el perseguien per matar-lo; ... l'amant del comte de Ricla era una dona molt perversa.